# Dalaborg
Dalaborg was een veertiende-eeuws kasteel in de regio Dalsland van Zweden. Het lag aan de oevers van het Vänermeer.

## Geschiedenis
Het kasteel werd in 1304 gebouwd door Erik en Valdemar, de broers van Birger I van Zweden. Tijdens een opstand in 1434 werd het kasteel verwoest. Hierna wordt het kasteel niet meer genoemd.

## Bouw
Het kasteel was grotendeels uit hout opgetrokken. Het bestond uit een rechthoekige constructie. Alleen de stenen fundering is overgebleven. De fundering is L-vormig en droeg in het verleden de noordelijke en westelijke zijde van het gebouw.